# اوشک یاشلسکی
اوشک یاشلسکی (به لهستانی:  Osiek Jasielski) یک روستا در لهستان است که در گمینا اوشک یاشلسکی واقع شده‌است. اوشک یاشلسکی ۶۸۰ نفر جمعیت دارد.